# جديدة الجسر
جديدة الجسر قرية سورية تتبع ناحية الجانودية في منطقة جسر الشغور في محافظة إدلب. بلغ عدد سكانها 407 نسمة في عام 2004 حسب إحصاء المكتب المركزي للإحصاء.